# Andras Kemeny
Andras Kemeny, né le 14 juillet 1952, est un ingénieur et chercheur français, Président de la Driving Simulation Association, Expert-leader Simulation Immersive et Réalité Virtuelle pour Renault de 2017 à 2022, et membre du Conseil d'Administration de l'ASAM.  

## Biographie
Il est Directeur du Laboratoire d'Immersion Virtuelle (LIV) ENSAM-Renault depuis sa création en janvier 2011 jusqu'en 2021, Directeur Scientifique de A.V. Simulation, société spécialiste de la simulation, éditrice du logiciel SCANeRStudio et filiale commune des sociétés Oktal et Renault, depuis sa création en juillet 2017 jusqu'en mars 2019. Il est désormais le Président de son Conseil Scientifique, et l'entrée de Dassault Systèmes au capital d'A.V. Simulation a été annoncée en janvier 2021, et celle de l'UTAC en 2022. Il est Expert-leader Simulation Immersive et Réalité Virtuelle pour Renault et Professeur des Universités associé à Arts et métiers,. Il est un acteur majeur de la réalité virtuelle et de la simulation de conduite en France, et en Europe,. Il est également président et cofondateur de la Driving Simulation Association depuis sa création en 2015.
Il est l’un des pionniers de la simulation de conduite : inventeur du logiciel de simulation de conduite SCANeR en 1990,,, commercialisé par Oktal en copropriété avec Renault puis commercialisé aujourd'hui par AV Simulation, et créateur de la Driving Simulation Conference (DSC) en 1995, dont il est toujours le président. Un des objectifs de cette conférence est le rapprochement des communautés industrielles et scientifiques des domaines de la simulation de conduite et de la réalité virtuelle.
Il fonde le Centre Technique de Simulation de Renault en 2002 (renommé par la suite Centre de Réalité Virtuelle et Simulation Immersive en 2013 et appelé aujourd'hui Centre AD Simulation and Virtual Reality) dont il garde la direction jusqu'en novembre 2016.